# Eleocharis nigrescens
Eleocharis nigrescens är en halvgräsart som först beskrevs av Christian Gottfried Daniel Nees von Esenbeck, och fick sitt nu gällande namn av Carl Sigismund Kunth. Eleocharis nigrescens ingår i släktet småsäv, och familjen halvgräs. Inga underarter finns listade i Catalogue of Life.